# Japansk silverbuske
Japansk silverbuske (Elaeagnus multiflora) är en havtornsväxtart som beskrevs av Carl Peter Thunberg. Elaeagnus multiflora ingår i släktet silverbuskar, och familjen havtornsväxter. Bären är ätliga. Den japanska silverbusken är också bra som nektarväxt (attraherar och ger föda åt pollinatörer), som häck, och som kvävefixerare. Därför är den vanlig inom skogsjordbruk, kanske särskilt inom skogsträdgårdsodling.

## Underarter
Arten delas in i följande underarter:
- E. m. hortensis
- E. m. jucundicocca
- E. m. obovoidea
- E. m. siphonantha
- E. m. tenuipes

## Bildgalleri

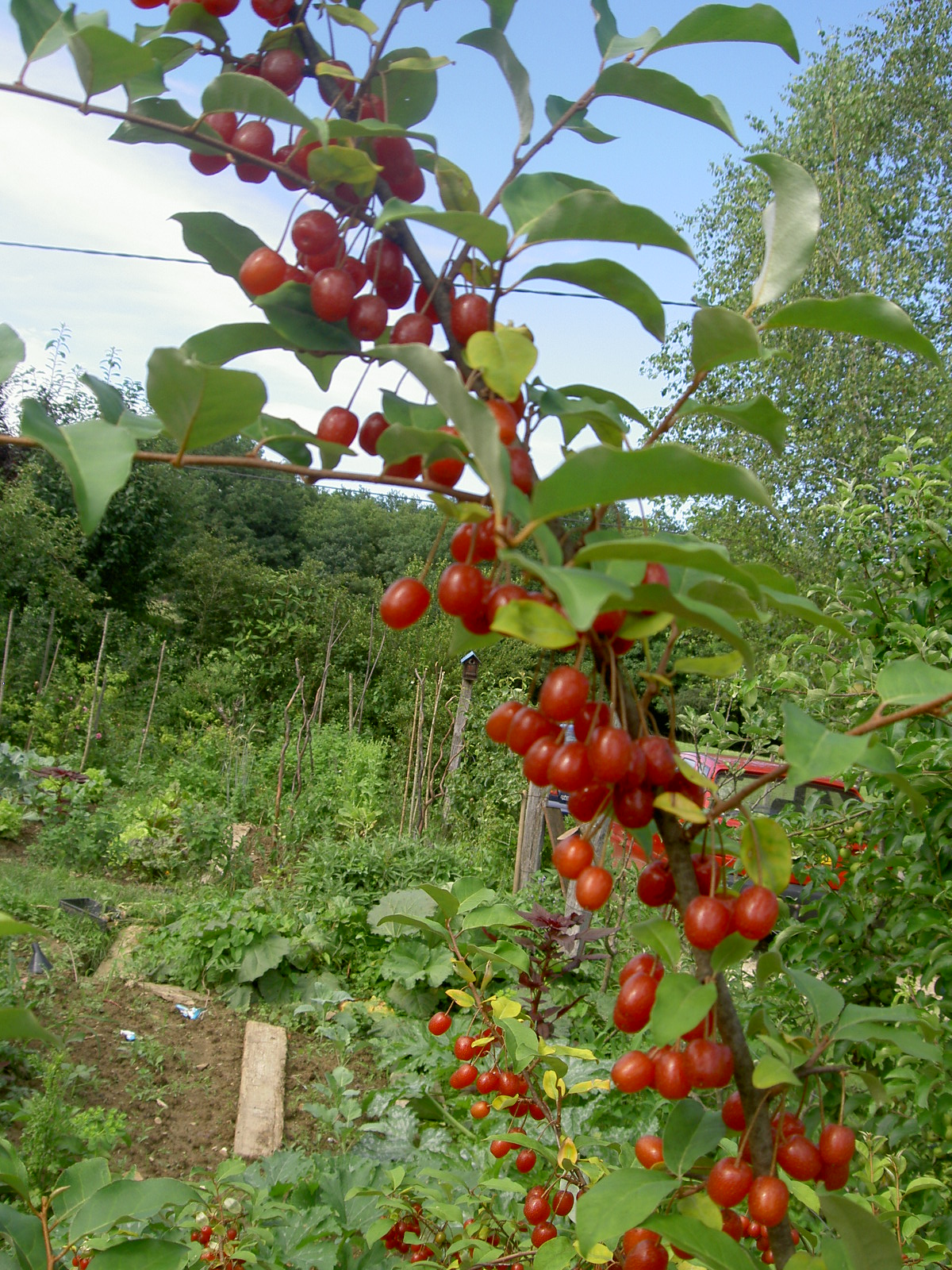
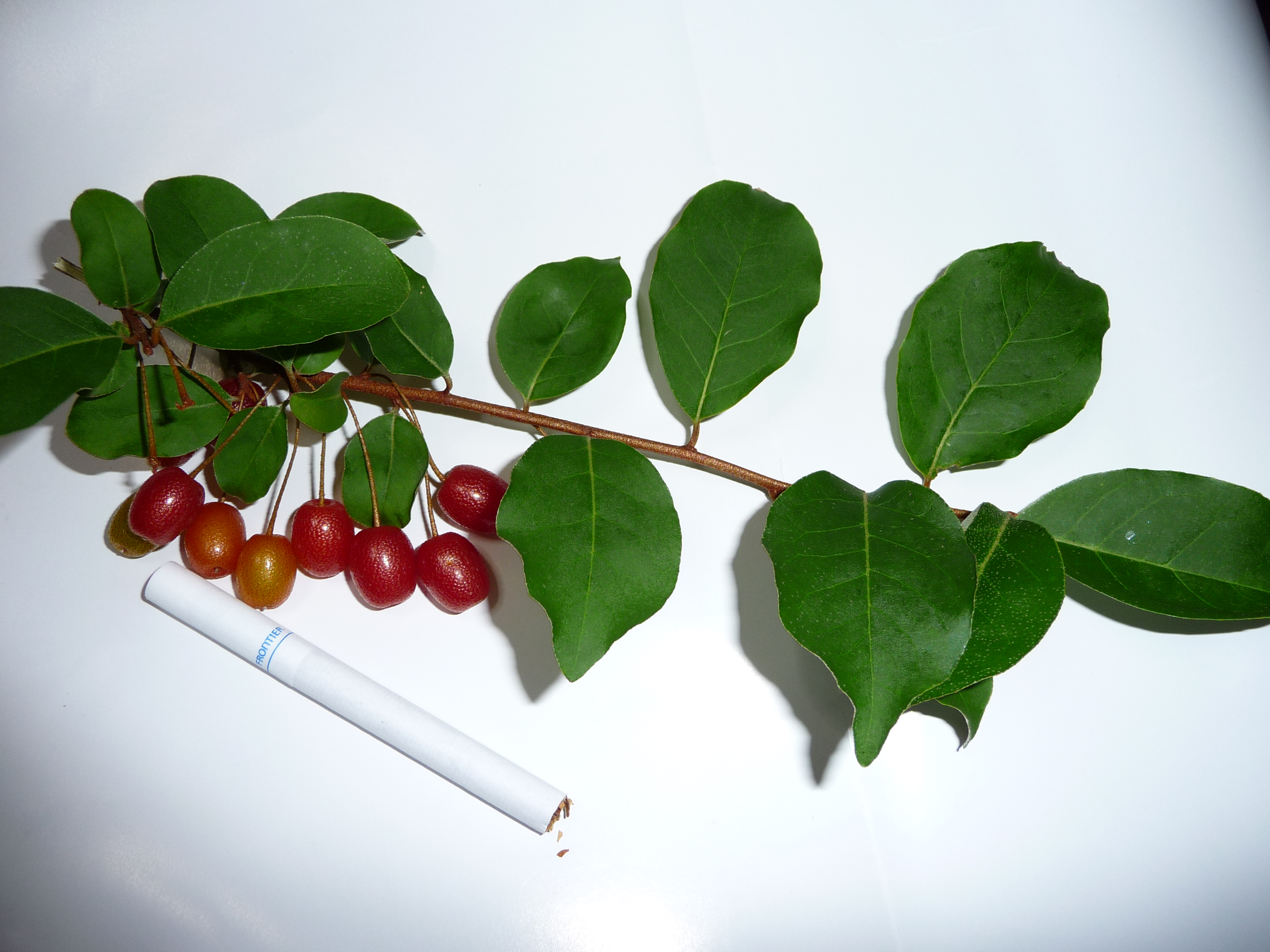
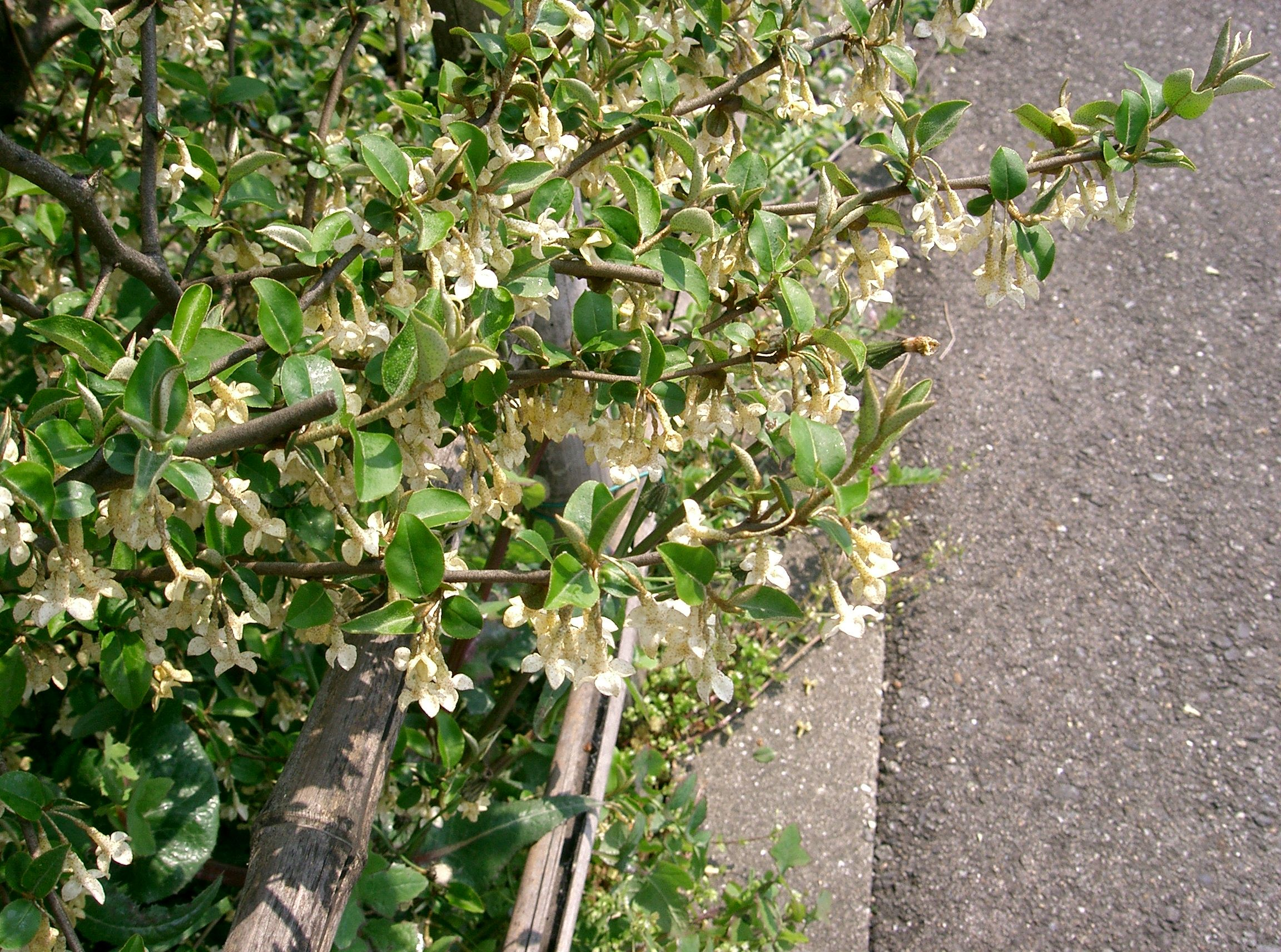
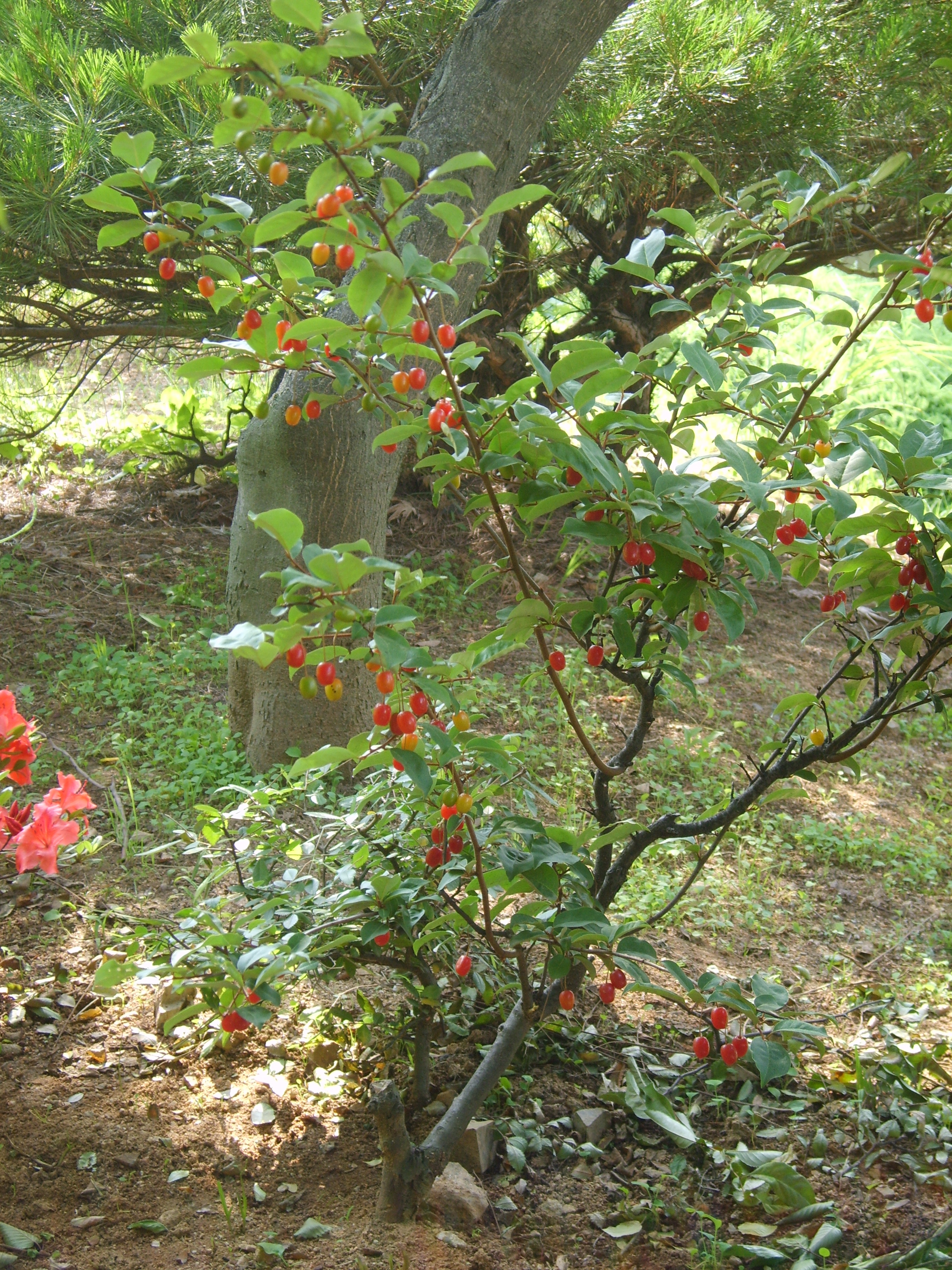
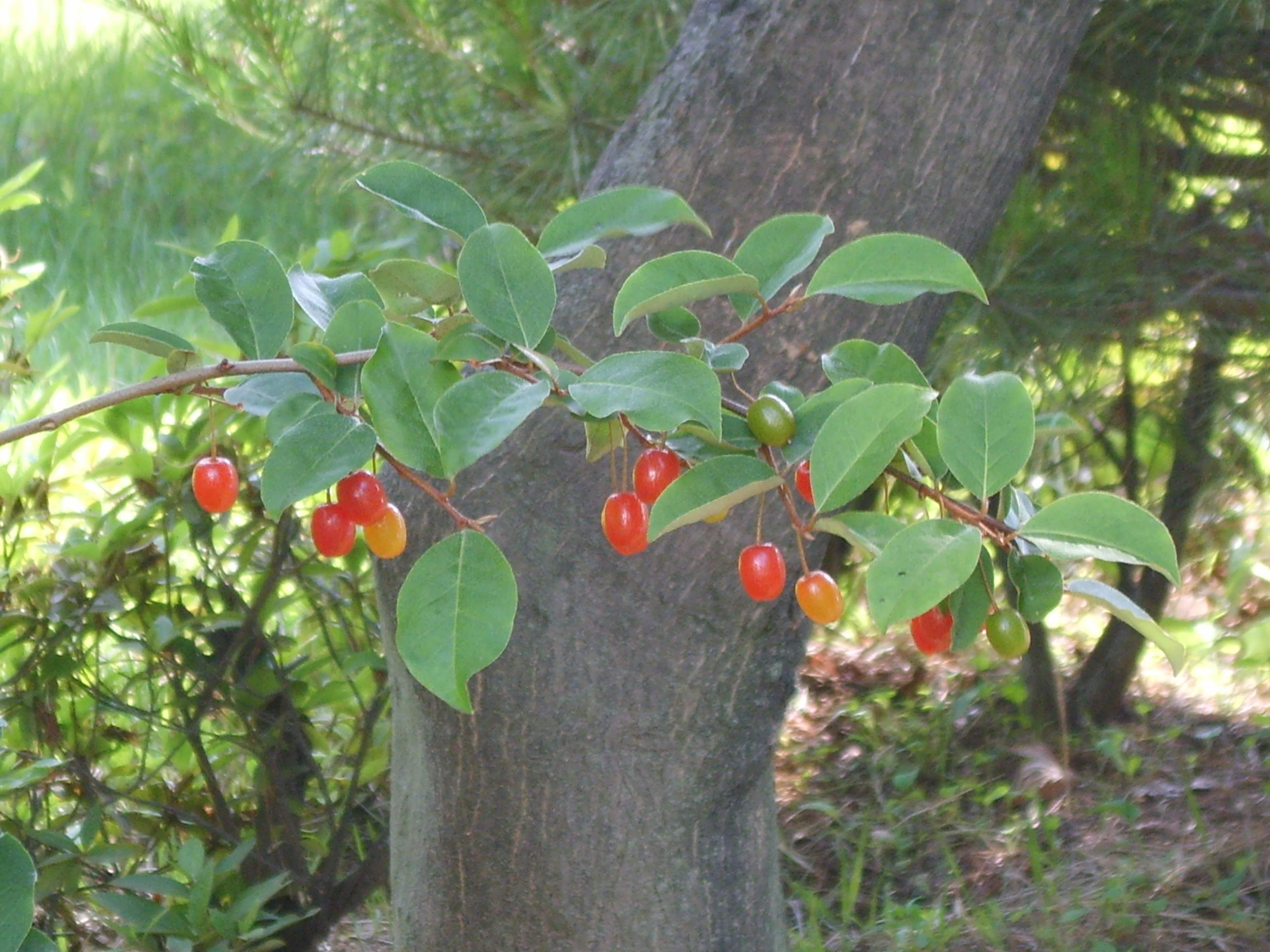
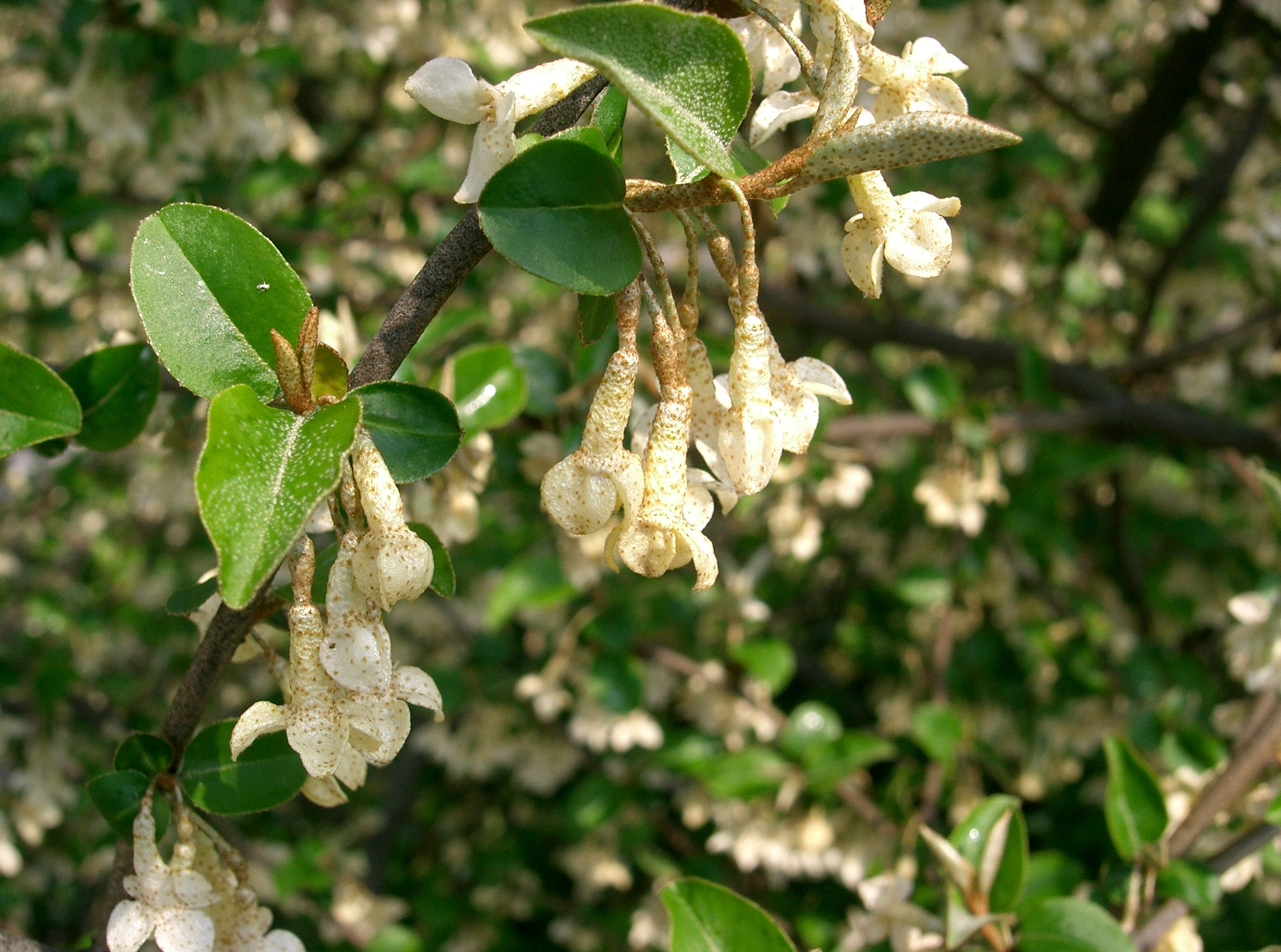